# Zsolt Erdei
Erdei Zsolt (poreclit Madár - Pasăre) (n. 31 mai 1974, Budapesta, Ungaria) este un boxer maghiar la categoria mijlocie.

## Palmares
| Medalii câștigate la categoria mijlocie | Medalii câștigate la categoria mijlocie |
| Medalie                                 | Campionatul                             |
| --------------------------------------- | --------------------------------------- |
| Bronz                                   | Jocurile Olimpice din 2000 Sydney       |
| Aur                                     | Campionatul Mondial din 1997 Budapesta  |
| Argint                                  | Campionatul European din 1996 Vejle     |
| Aur                                     | Campionatul European din 1998 Minsk     |
| Aur                                     | Campionatul European din 2000 Tampere   |

- Campion Intercontinental (2002–2003)
- Campion Mondial (2004-2009)